# Ludmannsdorf
Ludmannsdorf is een gemeente in de Oostenrijkse deelstaat Karinthië, en maakt deel uit van het district Klagenfurt-Land.

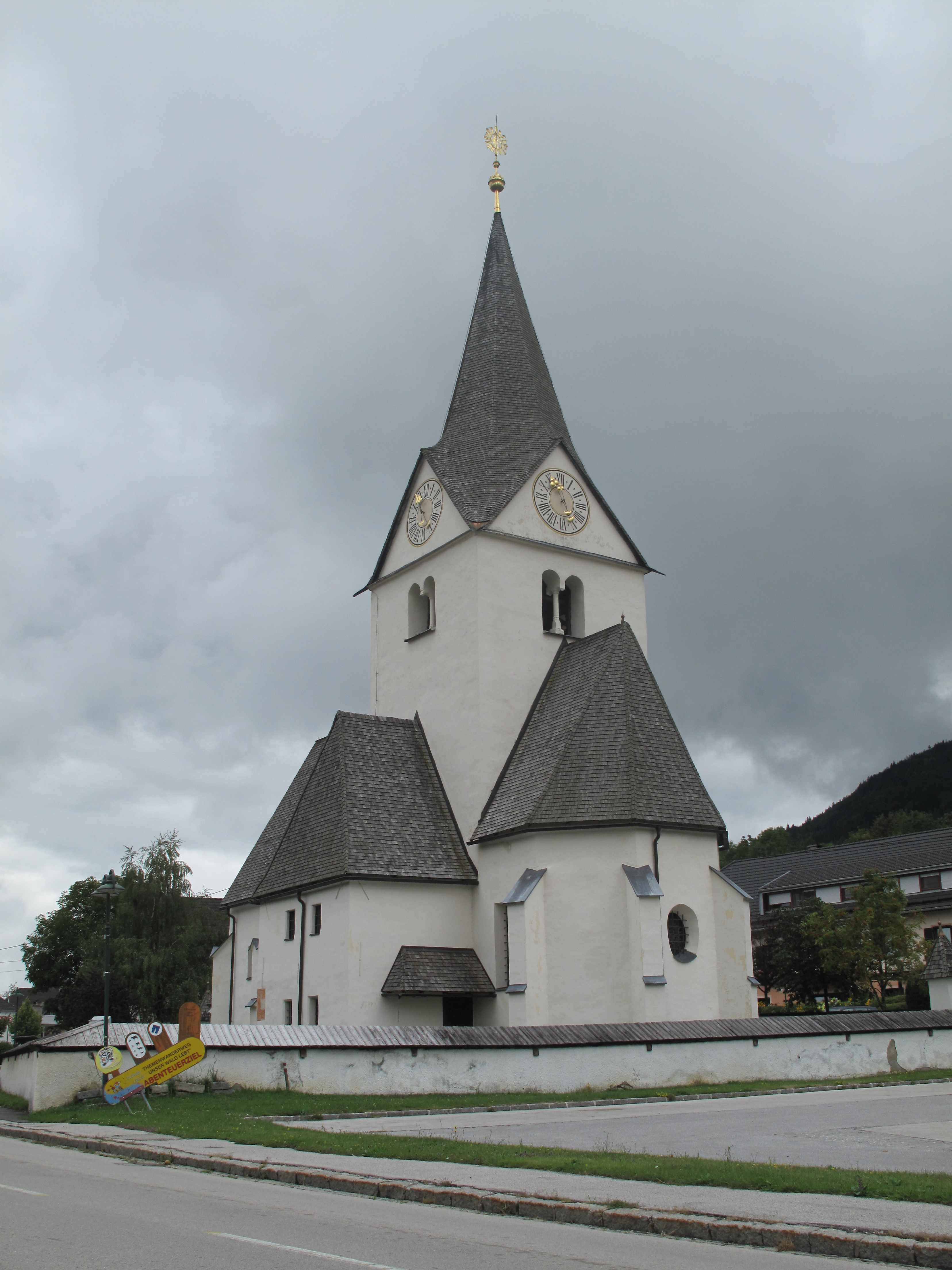
Ludmannsdorf, kerk: Pfarrkirche Sankt Jakob

Ludmannsdorf telt 1870 inwoners.
Ebenthal in Kärnten ·
Feistritz im Rosental ·
Ferlach ·
Grafenstein ·
Keutschach am See ·
Köttmannsdorf ·
Krumpendorf am Wörthersee ·
Ludmannsdorf ·
Magdalensberg ·
Maria Rain ·
Maria Saal ·
Maria Wörth ·
Moosburg ·
Poggersdorf ·
Pörtschach am Wörthersee ·
Sankt Margareten im Rosental ·
Schiefling am Wörthersee ·
Techelsberg am Wörther See ·
Zell
- Gemeinsame Normdatei: 4474235-6
- Virtual International Authority File: 244724531